# La Planche du diable
La Planche du diable je francouzský němý film z roku 1904. Režisérem je Georges Méliès (1861–1938). Film trvá zhruba 2 minuty.

## Děj
Kouzelník se dvěma klaunskými asistenty nechá vyčarovat dvě ženy z nádob bez dna. Na závěr je obě zase nechá zmizet, když je do nádob vrátí.